# Vincetoxicum wrightii
Vincetoxicum wrightii là một loài thực vật có hoa trong họ La bố ma. Loài này được (A. Gray) A. Heller miêu tả khoa học đầu tiên năm 1900.